# Telbivudin
Telbivudín je protivirusna učinkovina, ki zavira replikacijo virusa hepatitisa B. Zdravilo trži podjetje Novartis pod tržnima imenoma Sebivo (Evropa) in Tyzeka (ZDA).
Klinične raziskave so pokazale boljšo protivirusno učinkovitost kot pri starejšem zdravilu lamivudinu, hkrati pa je pri telbivudina tveganje za pojav odpornega seva virusa manjše. Vendar pa se odpornost proti zdravilu pojavlja pogosteje kot pri novejših zdravilih (tenofovir, entekavir), zlasti pri bolnikih z visokim začetnim virusnim bremenom.

## Mehanizem delovanja
Telbivudin je sintetični timidinski nukleozidni analog, ki deluje na DNK-polimerazo virusa hepatitisa B. Gre za predzdravilo; celični encimi (kinaze) ga v celici fosforilirajo v aktivno trifosfatno obliko. Telbivudin-5'-trifosfat zavira DNK-polimerazo (reverzno transkriptazo) virusa hepatitisa B , tako da tekmuje z naravnim substratom timidin-5'-trifosfatom. Zaradi vgraditve telbivudin-5'-trifosfata v virusno DNK se zaključi sinteza verige, kar zavre podvojevanje virusa hepatitisa B.

## Neželeni učinki
Pogosti neželeni učinki, ki se pojavijo pri 1 do 10 od 100 bolnikov, so omotičnost, glavobol, kašelj, driska, slabost s siljenjem na bruhanje, bolečine v trebuhu, izpuščaj, utrujenost, povišane vrednosti jetrnih encimov, amilaze, lipaz ali kreatin kinaze.
Občasni neželeni učinki (pojavijo se lahko pri 1 do 10 od 1.000 bolnikov), so bolečine v sklepih, trdovratna šibkost mišic ali bolečine v mišicah, slabo počutje.
Redko se lahko pri jemanju nukleozidnih analogov pojavijo hudi, včasih življenjsko ogrožajoči, neželeni učinki v obliki motenj v delovanju jeter ali hudih presnovnih motenj (laktične acidoze, tj. povišane vrednosti mlečne kisline v krvi). Jetrne motnje se kažejo kot dolgotrajnejše siljenje na bruhanje, bruhanje, bolečina v trebuhu, svetlo obarvano blato, temen seč, porumenelost kože in sluznic in neobičajna utrujenost. Pri laktični acidozi se pojavijo neugoden občutek v želodcu, slabost in bruhanje, oteženo dihanje, omotičnost, bolečine v mišicah, oslabelost in hladna koža. Do teh hudih neželenih učinkov prihaja pogosteje pri ženskah in debelih bolnikih.